# Легат породице Божидара Продановића
Легат породице Божидара Продановића у Чачку, чине збирка слика, цртежа, акварела, графика и мозаика Божидара Продановића добијена 2006. године на поклон од уметникове породице.
Легат је део збирке Уметничке галерије „Надежда Петровић”.
Смештенa је у згради у Господар Јовановој улици број 7-9. Зграда није у функцији и тек треба да се адаптира за поставку легата.